# Phanoperla maindroni
Phanoperla maindroni és una espècie d'insecte plecòpter pertanyent a la família dels pèrlids que es troba a l'Índia.